# (6982) 1993 UA3
(6982) 1993 UA3 là một tiểu hành tinh vành đai chính. Nó được phát hiện bởi Eleanor F. Helin ở Đài thiên văn Palomar ở Quận San Diego, California, ngày 16 tháng 10 năm 1993.